# Петропавловка (Советский район, Крым)
Петропавловка (укр. Петропавлівка, крымскотат. Petropavlovka, Петропавловка) — исчезнувшее село в Советском районе Республики Крым (согласно административно-территориальному делению Украины — Автономной Республики Крым), включённое в состав Марково. Сейчас — отдельная, юго-восточная часть села.

## История
Впервые в исторических документах селение упоминается в Списке населённых пунктов Крымской АССР по Всесоюзной переписи 17 декабря 1926 года, согласно которому в селе Петропавловка, Ак-Кобекского сельсовета Феодосийского района, числилось 16 дворов, все крестьянские, население составляло 86 человек, из них 85 русских и 1 украинец. Постановлением ВЦИК «О реорганизации сети районов Крымской АССР» от 30 октября 1930 года был создан Сейтлерский район (по другим сведениям 15 сентября 1931 года) и село передали в его состав, а с образованием в 1935 году Ичкинского — в состав нового района.
После освобождения Крыма от фашистов, 12 августа 1944 года было принято постановление № ГОКО-6372с «О переселении колхозников в районы Крыма» и в сентябре 1944 года в район приехали первые новоселы (180 семей) из Тамбовской области, а в начале 1950-х годов последовала вторая волна переселенцев из различных областей Украины. С 25 июня 1946 года Петропавловка в составе Крымской области РСФСР. 26 апреля 1954 года Крымская область была передана из состава РСФСР в состав УССР. Время включения в Краснофлотский сельсовет пока не установлено: на 15 июня 1960 года село уже числилось в его составе. Присоединено к Марково к 1968 году (согласно справочнику «Крымская область. Административно-территориальное деление на 1 января 1968 года» — в период с 1954 по 1968 год).